# Ниакорнаарсук
Ниакорнаарсук (гренл. Niaqornaarsuk) — деревня в южной части коммуны Каасуитсуп, западная Гренландия. население — 334 человека (данные января 2005 года).

## Транспортное сообщение
Летом и осенью, когда залив Диско является судоходным, связь деревни с внешним миром осуществляется по воде паромами компании «Diskoline», с помощью которых из Ниакорнаарсука можно добраться до Кангаатсиака, Атту, Игиниарфика, Икерасаарсука и Аасиаата. Зимой, когда залив скован льдом, в рамках контракта с гренландским правительством обслуживание деревни осуществляет авиакомпания Air Greenland; её вертолёты связывают деревню с Аасиааттом и Кангаатсиаком.